# Coenonympha chatiparae
Coenonympha chatiparae är en fjärilsart som beskrevs av Leo Andrejewitsch Sheljuzhko 1937. Coenonympha chatiparae ingår i släktet Coenonympha och familjen praktfjärilar. Inga underarter finns listade i Catalogue of Life.